# Milan Skrbek
Milan Skrbek (* 5. ledna 1954) je bývalý český hokejista, levé křídlo. Po skončení aktivní kariéry působil jako trenér.

## Hokejová kariéra
V lize hrál za TJ SONP/Poldi SONP Kladno a během vojenské služby za HC Dukla Trenčín. S Kladnem získal 5× mistrovský titul a stal se vítězem PMEZ. Startoval na Mistrovství Evropy juniorů v ledním hokeji 1974. V lize nastupoval většinou v útoku s Miroslavem Křiváčkem a Zdeňkem Müllerem. Začínal v PZ Kladno.

## Klubové statistiky
| Sezona    | Klub               | Soutěž  | Základní část | Základní část | Základní část | Základní část | Základní část |
| Sezona    | Klub               | Soutěž  | Z             | G             | A             | B             | TM            |
| --------- | ------------------ | ------- | ------------- | ------------- | ------------- | ------------- | ------------- |
| 1973/1974 | TJ SONP Kladno     | 1. liga | 38            | 4             | 8             | 12            | 26            |
| 1974/1975 | TJ SONP Kladno     | 1. liga | 38            | 11            | 5             | 16            | 27            |
| 1975/1976 | TJ SONP Kladno     | 1. liga | 26            | 4             | 5             | 9             | 24            |
| 1976/1977 | TJ SONP Kladno     | 1. liga | 41            | 8             | 6             | 14            | 30            |
| 1977/1978 | Poldi SONP Kladno  | 1. liga | 40            | 4             | 3             | 7             | 18            |
| 1979/1980 | Poldi SONP Kladno  | 1. liga | 11            | 1             | 1             | 2             | 6             |
| 1980/1981 | Poldi SONP Kladno  | 1. liga | 30            | 5             | 4             | 9             | 4             |
| 1981/1982 | ASVŠ Dukla Trenčín | 1. liga | 37            | 2             | 3             | 5             | -             |
| 1982/1983 | Poldi SONP Kladno  | 1. liga | 40            | 1             | 3             | 4             | 22            |